# Diahann Carroll
Carol Diahann Johnson (New York, 17 juli 1935 – Los Angeles, 4 oktober 2019) was een Amerikaans actrice. Zij werd in 1975 genomineerd voor een Academy Award voor haar titel- en hoofdrol in de tragikomedie Claudine. Ze won in 1969 daadwerkelijk een Golden Globe voor haar hoofdrol in de televisieserie Julia, nadat ze in 1962 al een Tony Award kreeg voor haar zang en spel in de musical No Strings.
Johnson debuteerde in 1954 op het witte doek als Myrt in de filmmusical Carmen Jones. Sindsdien speelde ze rollen in ruim twintig bioscoop- en televisiefilms. Veel meer tijd klokte Johnson in televisieseries, waarin ze in meer dan 185 afleveringen van verschillende titels speelde als wederkerend personage. Haar meest omvangrijke rollen hierin waren die van Julia Baker in Julia en van Dominique Deveraux in Dynasty. Als Deveraux verscheen ze ook in zeven afleveringen van spin-off The Colbys.
Johnson trouwde in 1956 voor het eerst, met producent Monte Kay. Samen met hem kreeg ze in 1960 een dochter. Na hun scheiding hertrouwde Johnson in 1973 met Fredde Glusman, maar dit huwelijk klapte drie maanden later. Met haar derde echtgenoot Robert DeLeon trouwde ze in 1975. Hij kwam in 1977 om het leven bij een auto-ongeluk. In 1996 scheidde ze na negen jaar huwelijk van zanger Vic Damone, haar vierde echtgenoot.
Carroll overleed op 84-jarige leeftijd in haar woning in Los Angeles aan de gevolgen van kanker.

## Filmografie
*Exclusief 15+ televisiefilms
- The Masked Saint (2016)
- Peeples (2013)
- 1 a Minute (2010)
- Eve's Bayou (1997)
- The Five Heartbeats (1991)
- Claudine (1974)
- The Split (1968)
- Hurry Sundown (1967)
- Paris Blues (1961)
- Goodbye Again (1961)
- Porgy and Bess (1959)
- Carmen Jones (1954)

## Televisieseries
*Exclusief eenmalige gastrollen

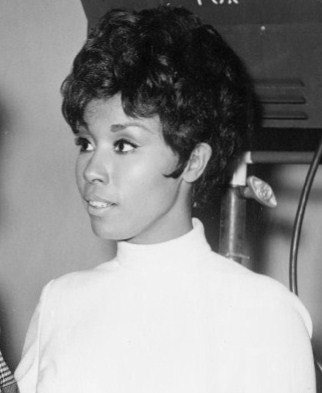
Diahann Carroll in 1968

- White Collar - June (2009-2014, 25 afleveringen)
- Diary of a Single Mom - Dr. Cole (2010-2011, zeven afleveringen)
- Grey's Anatomy - Jane Burke (2006-2007, vijf afleveringen)
- Soul Food - Aunt Ruthie (2003-2004, twee afleveringen)
- The Legend of Tarzan - Queen La (2001, twee afleveringen)
- Twice in a Lifetime - Jael (1999, twee afleveringen)
- Lonesome Dove: The Series - Ida Grayson (1994-1995, zeven afleveringen)
- A Different World - Marion Gilbert (1989-1993, zeven afleveringen)
- Dynasty - Dominique Deveraux (1984-1987, 67 afleveringen)
- The Colbys - Dominique Deveraux (1985-1986, zeven afleveringen)
- Julia - Julia Baker (1968-1971, 86 afleveringen)

- Bibsys: 1542227321853
- Bibliothèque nationale de France: cb138922047 (data)
- CiNii: DA1674527X
- Gemeinsame Normdatei: 134689704
- International Standard Name Identifier: 0000 0000 5513 5413
- Library of Congress Control Number: n86102661
- MusicBrainz: 99289589-c6e3-4c9d-8c32-f2f71050c54c
- Nationale Bibliotheek van Israël: 987007442127405171
- Nationale Bibliotheek van Polen: a0000002901332
- Nederlandse Thesaurus van Auteursnamen: 10416672X
- Réseau des bibliothèques de Suisse occidentale: 02-A011246902
- Istituto Centrale per il Catalogo Unico: RAVV489015
- SNAC: w6k371gg
- Virtual International Authority File: 19864760
- WorldCat: E39PBJk4Cgm6Tw6KYh7PYcqbBP